# エロパロ板
エロパロ＆文章創作板は、PINKちゃんねるに設置されている掲示板のカテゴリーの1つ。

## 概要
主に漫画/アニメ/ゲーム/小説/ドラマ等の一般向け作品の二次創作、またはオリジナル・パロディを問わないエロ小説創作などを行う板ではあるが、過去にキャラサロン同様になりきりも行われていた。
ただし作品やシチュエーションがスレッドの主体であるのが決まりであり、キャラ主体は範囲外でピンクのキャラサロンが、元々が成人向けの作品は範囲外でエロゲネタ&業界板・エロ漫画小説板・エロ同人板などが、画像の貼り付けは範囲外で半角二次元板・お絵描き・創作板などが、実在のアイドルなどは範囲外でえっちねたロビーが担当し、それらに該当しない内容を回収する性質を持つ。

## 問題点
板の特徴としては、シチュエーションによって、かなりスレッドの回転率に差がある点であり、
また強制ID板であるにもかかわらず、きわめて荒れやすいという点である。
なお、過去になりきりもあったが、キャラサロン同様名無しによるキャラハン叩き・誹謗中傷が起き、更に任意IDで書き込みやすいという理由でエロパロからキャラサロンへ移動する者が増えていったために、現在エロパロでなりきりスレが立つことは無い。